# Limnodriloides rubicundus
Limnodriloides rubicundus är en ringmaskart som beskrevs av Erséus 1982. Limnodriloides rubicundus ingår i släktet Limnodriloides och familjen glattmaskar. Inga underarter finns listade i Catalogue of Life.